# セルビア・オープン
セルビア・オープン（Serbia Open）は、セルビア・ベオグラードで開催されるATPツアー250の大会である。

## 概要
2008年に終了したオランダ・オープンに替わり、2009年からノバク・ジョコビッチの親族によって運営されていたが2013年に廃止された。
2021年から、ハンガリー・オープンに替わり再び開催されている。また2021年は全仏オープンが1週間延期されたため、セルビア・オープンの翌月に同じ会場でATPツアー250のベオグラード・オープン (en) が開催された。

## 大会歴代優勝者

### シングルス
| 年          | 優勝者                   | 準優勝者               | スコア             |
| ----------- | ------------------------ | ---------------------- | ------------------ |
| 2009        | ノバク・ジョコビッチ     | ルカシュ・クボット     | 6-3, 7-6(7-0)      |
| 2010        | サム・クエリー           | ジョン・イスナー       | 3-6, 7-6(7-4), 6-4 |
| 2011        | ノバク・ジョコビッチ     | フェリシアーノ・ロペス | 7-6(7-4), 6-2      |
| 2012        | アンドレアス・セッピ     | ブノワ・ペール         | 6-3, 6-2           |
| 2013～ 2020 | 大会開催なし             | 大会開催なし           | 大会開催なし       |
| 2021 (1)    | マッテオ・ベレッティーニ | アスラン・カラツェフ   | 6-1, 3-6, 7-6(7-0) |
| 2021 (2)    | ノバク・ジョコビッチ     | アレックス・モルチャン | 6-4, 6-3           |
| 2022        | アンドレイ・ルブレフ     | ノバク・ジョコビッチ   | 6-2, 6-7(4-7), 6-0 |
| 2023        | 大会開催なし             | 大会開催なし           | 大会開催なし       |
| 2024        | デニス・シャポバロフ     | ハマド・メジェドビッチ | 6-4, 6-4           |

### ダブルス
| 年   | 優勝                                                | 準優勝                                              | スコア           |
| ---- | --------------------------------------------------- | --------------------------------------------------- | ---------------- |
| 2009 | ルカシュ・クボット オリバー・マラチ                 | ヨハン・ブルンストロム ジャン＝ジュリアン・ロジェ   | 6-2, 7-6(7-3)    |
| 2010 | サンティアゴ・ゴンサレス トラビス・レッテンマイヤー | トマシュ・ベドナレク マテウシュ・コワルチク         | 7-6(8-6), 6-1    |
| 2011 | フランティセク・チェルマク フィリップ・ポラーシェク | オリバー・マラチ アレクサンダー・ペヤ               | 7-5, 6-2         |
| 2012 | ジョナサン・エルリック アンディ・ラム               | マルティン・エメリッヒ アンドレアス・シーエストロム | 4-6, 6-2, [10-6] |
| 2021 | イワン・サバノフ マテイ・サバノフ                   | アリエル・ベアル ゴンサロ・エスコバル               | 6-3, 7-6(7-5)    |
| 2022 | アリエル・ベアル ゴンサロ・エスコバル               | ニコラ・メクティッチ マテ・パビッチ                 | 6-2, 3-6, [10-7] |